# 半咸水
半鹹水又稱為半海水或鹹淡水，指的是鹽度介於淡水與海水之間的水域，大多見於河海交匯處。在半鹹水域生活的魚類大多對滲透壓有很強的適應能力，能夠忍受漲潮、退潮帶來的鹽度波動，甚至可以在純淡水或純海水中存活一段時間。

## 延伸閱讀
- Moustakas, A.; Karakassis, I. . Aquatic Ecology. 2005-09, 39: 367–375  [2021-01-03] （英语）.